# مينورو سوزوكي
مينورو سوزوكي (باليابانية: 鈴木みのる؛ بالكانا: すずき みのる) هو مصارع محترف ياباني، ولد في 17 يونيو 1968 في يوكوهاما في اليابان.

## وصلات خارجية
- مينورو سوزوكي على موقع شيردوغ (الإنجليزية)
- مينورو سوزوكي على موقع CageMatch worker (الإنجليزية)
- مينورو سوزوكي على موقع قاعدة بيانات المصارعة على الإنترنت (الإنجليزية)
- مينورو سوزوكي على موقع IMDb (الإنجليزية)
- مينورو سوزوكي على موقع قاعدة بيانات الفيلم (الإنجليزية)